# Lynwood (California)
Lynwood è una città della contea di Los Angeles, California, Stati Uniti. Secondo una stima del 2019, la popolazione è di 69.887 abitanti. La città fu chiamata così in onore della signora Lynn Wood Sessions, moglie di un allevatore locale, Charles Sessions.